# Medina rubricosa
Medina rubricosa là một loài ruồi trong họ Tachinidae.